# Macroglossum phocinum
Macroglossum phocinum је врста ноћног лептира из породице вештица (лат. Sphingidae). Углавном насељава Соломонова Острва.

## Спољашња грађа
Дужина предњих крила је око 25 милиметара. Глава и горњи део груди су маслинастозелени са тамномезијалном траком. Горњи део трбуха је маслинасто-црн, са паром црних базалних мрља. Доњи део палпуса, средњи део грудног коша и трбух базалног сегмента, има прљаво-сиву боју. 
Доња површина стомака је црнкасто-браон боје. Горња страна предњих крила је маслинастозелене боје. Доња страна и предњих и задњих крила је браон боје, а база задњих крила је осенчана циметном и сивом бојом. Горња страна задњих крила је тамнобраон боје.